# Les Chiens (film, 1979)
Pour les articles homonymes, voir Les Chiens.
Pour plus de détails, voir Fiche technique et Distribution.
Les Chiens, sorti en 1979, est un film français d'Alain Jessua, qui en est le co-scénariste avec André Ruellan.

## Synopsis
Un jeune médecin, le docteur Henri Ferret, vient de s'installer en région parisienne. Nombre de ses patients consultent après avoir été victimes de morsures. Il apprend que pour se protéger des agressions nocturnes, les habitants ont acheté des chiens de garde ... Morel , qui dresse les chiens, ainsi que quelques habitantes, portent un amour excessif à ces animaux, alors que ceux-ci se montrent parfois dangereux et imprévisibles, notamment lorsqu'un chien tue sans raison.

## Fiche technique
- Titre : Les Chiens
- Réalisation : Alain Jessua
- Scénario : Alain Jessua et André Ruellan
- Photographie : Étienne Becker
- Musique : René Koering et Michel Portal
- Pays :  France
- Genre : Film dramatique, Thriller
- Durée : 100 minutes
- Date de sortie : 
  - France - 7 mars 1979
- Avis du public : -12 ans
- Affiche : René Ferracci (France)

## Distribution
- Gérard Depardieu : Morel
- Victor Lanoux : le docteur Henri Ferret
- Nicole Calfan : Élisabeth
- Pierre Vernier : Gauthier
- Fanny Ardant : l'infirmière
- Philippe Klébert : Franck
- Régis Porte : Jacques
- Gérard Séty : le maire
- Philippe Mareuil : Beauchamp
- Henri Labussière : Montagnac, le pharmacien
- Anna Gaylor : Madame Colin
- Elisabeth Kaza : la première invitée
- Monique Morisi : la seconde invitée
- Maurice Illouz : le patron disco
- Pierre Londiche : Casteret
- Stéphane Bouy : Froment
- Gérard Caillaud : Commissaire Laborde
- Denyse Roland : Brigitte
- Jean-François Dérec : le premier client disco
- Guy Saint-Jean

## Autour du film
- Le tournage s'est déroulé en 1978 à  Torcy et notamment dans le nouveau quartier de l'Arche-Guédon, la place des Commerces et l'hypermarché Continent[1].

- Une scène a été tournée au bowling de la Matène à Fontenay-sous-bois[2]

- Le dernier plan du film montre la place de Tournan-en-Brie avec la fontaine et l'hôtel de la croix blanche.

## Distinctions
- Nomination au prix du meilleur film, lors du Festival international du film de Moscou en 1979.